# Treize-Septiers
Treize-Septiers és un municipi francès situat al departament de Vendée i a la regió de País del Loira. L'any 2007 tenia 2.695 habitants.

## Demografia

### Població
El 2007 la població de fet de Treize-Septiers era de 2.695 persones. Hi havia 1.010 famílies de les quals 225 eren unipersonals (126 homes vivint sols i 99 dones vivint soles), 324 parelles sense fills, 427 parelles amb fills i 34 famílies monoparentals amb fills.
La població ha evolucionat segons el següent gràfic:
Habitants censats

### Habitatges
El 2007 hi havia 1.063 habitatges, 1.027 eren l'habitatge principal de la família, 11 eren segones residències i 25 estaven desocupats. 1.031 eren cases i 27 eren apartaments. Dels 1.027 habitatges principals, 807 estaven ocupats pels seus propietaris, 214 estaven llogats i ocupats pels llogaters i 6 estaven cedits a títol gratuït; 3 tenien una cambra, 30 en tenien dues, 125 en tenien tres, 238 en tenien quatre i 632 en tenien cinc o més. 891 habitatges disposaven pel capbaix d'una plaça de pàrquing. A 399 habitatges hi havia un automòbil i a 579 n'hi havia dos o més.

### Piràmide de població
La piràmide de població per edats i sexe el 2009 era:
| Homes | Edats   | Dones |
| ----- | ------- | ----- |
| 0     | 95 o +  | 0     |
| 4     | 90 a 94 | 8     |
| 24    | 85 a 89 | 12    |
| 0     | 80 a 84 | 12    |
| 32    | 75 a 79 | 28    |
| 40    | 70 a 74 | 44    |
| 40    | 65 a 69 | 40    |
| 36    | 60 a 64 | 60    |
| 48    | 55 a 59 | 44    |
| 80    | 50 a 54 | 100   |
| 72    | 45 a 49 | 48    |
| 112   | 40 a 44 | 96    |
| 112   | 35 a 39 | 100   |
| 84    | 30 a 34 | 92    |
| 84    | 25 a 29 | 60    |
| 92    | 20 a 24 | 48    |
| 104   | 15 a 19 | 100   |
| 96    | 10 a 14 | 88    |
| 88    | 5 a 9   | 108   |
| 88    | 0 a 4   | 56    |

## Economia
El 2007 la població en edat de treballar era de 1.757 persones, 1.402 eren actives i 355 eren inactives. De les 1.402 persones actives 1.326 estaven ocupades (735 homes i 591 dones) i 76 estaven aturades (22 homes i 54 dones). De les 355 persones inactives 160 estaven jubilades, 114 estaven estudiant i 81 estaven classificades com a «altres inactius».

### Ingressos
El 2009 a Treize-Septiers hi havia 1.084 unitats fiscals que integraven 2.893,5 persones, la mediana anual d'ingressos fiscals per persona era de 17.533 €.

### Activitats econòmiques
Dels 101 establiments que hi havia el 2007, 1 era d'una empresa extractiva, 1 d'una empresa alimentària, 13 d'empreses de fabricació d'altres productes industrials, 21 d'empreses de construcció, 14 d'empreses de comerç i reparació d'automòbils, 5 d'empreses de transport, 6 d'empreses d'hostatgeria i restauració, 2 d'empreses d'informació i comunicació, 7 d'empreses financeres, 4 d'empreses immobiliàries, 10 d'empreses de serveis, 8 d'entitats de l'administració pública i 9 d'empreses classificades com a «altres activitats de serveis».
Dels 28 establiments de servei als particulars que hi havia el 2009, 2 eren oficines bancàries, 1 funerària, 1 taller de reparació d'automòbils i de material agrícola, 1 autoescola, 2 paletes, 3 guixaires pintors, 3 fusteries, 3 lampisteries, 3 electricistes, 1 empresa de construcció, 3 perruqueries, 2 restaurants, 2 agències immobiliàries i 1 saló de bellesa.
Dels 5 establiments comercials que hi havia el 2009, 2 eren botiges de menys de 120 m², 1 una fleca, 1 una peixateria i 1 una floristeria.
L'any 2000 a Treize-Septiers hi havia 36 explotacions agrícoles que ocupaven un total de 1.536 hectàrees.

## Equipaments sanitaris i escolars
L'únic equipament sanitari que hi havia el 2009 era una farmàcia.
El 2009 hi havia 2 escoles elementals.

## Poblacions més properes
El següent diagrama mostra les poblacions més properes.